# ZERO bar

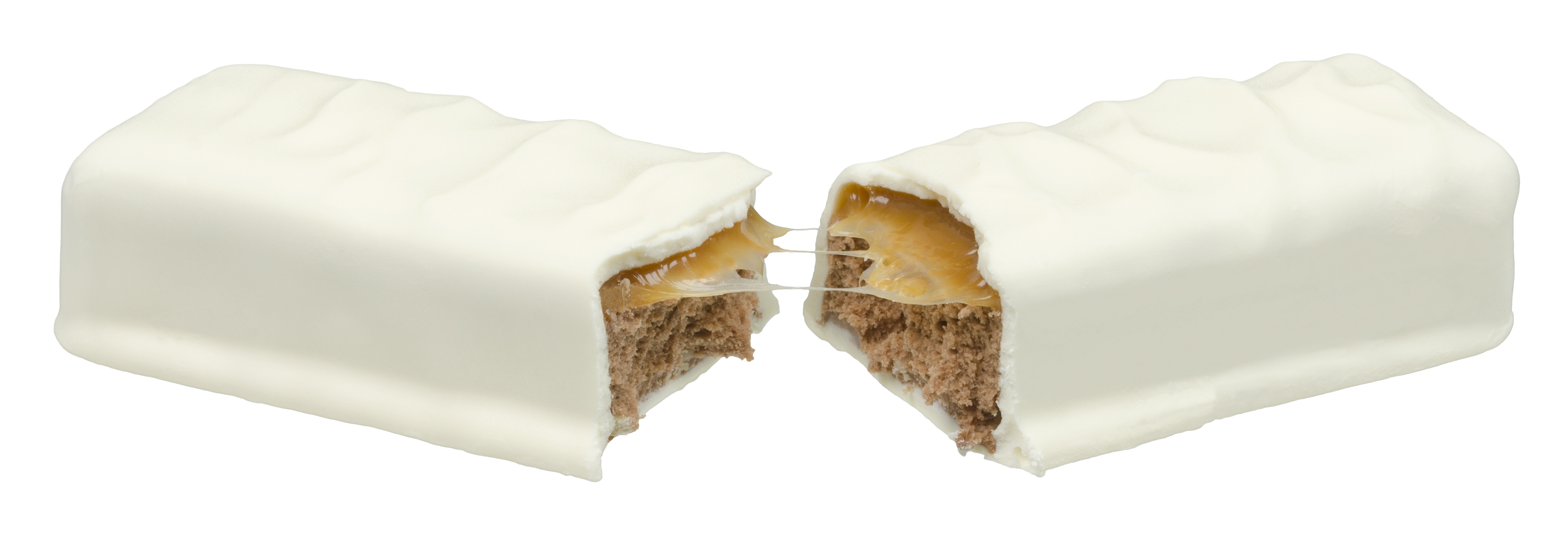
Der Zero-Riegel

Der ZERO bar ist ein US-amerikanischer Schokoriegel aus Karamell, Erdnüssen und Mandel-Nougat, ummantelt mit weißem Fudge.

## Geschichte
Der ZERO bar wurde als Double ZERO bar 1920 von Hollywood Brands, einer Firma aus Minneapolis, zum ersten Mal auf den Markt gebracht. 1934 wurde er in ZERO bar umbenannt. Hollywood Brands und die Marke ZERO wurde 1967 von Sara Lee aufgekauft, 1988 von Huhtamäki Oy und wurde damit ein Teil von Leaf. 1996 wurde Leaf von Hersheys aufgekauft.